# Penthostola
Penthostola là một chi bướm đêm thuộc phân họ Olethreutinae, họ Tortricidae Tortricidae.

## Các loài
- Penthostola albomaculatis (Liu & Bai, 1985)
- Penthostola diakonoffi Kawabe, 1995
- Penthostola hemeronyx (Diakonoff, 1953)
- Penthostola nigrantis Kawabe, 1995
- Penthostola semna Diakonoff, 1978
- Penthostola tricolorana Kuznetzov, 2000